# Ceviche de camarón ecuatoriano
El ceviche de camarón es el ceviche preponderante en el Ecuador, preparado con camarones cocinados, cebolla colorada, limón, cilantro y tomate; y acompañado con chiles verdes. Ecuador es el principal exportador mundial de camarón por lo que su consumo está disponible durante todo el año. En contraposición al sabor ácido de los cítricos, el ceviche de camarón ecuatoriano tiene un sabor dulce que proviene del tomate.

## Preparación
Se realiza con el marisco hervido, se separa el cuerpo de la cabeza, se licua las cabezas de los camarones en su propio caldo, tras lo cual se mezcla con el zumo de limón y jugo de naranja, se agregan los camarones cocinados, tomate, cebolla y culantro. Se suele condimentar con un poco de salsa de tomate y mostaza al gusto

## Acompañamiento
Suele ir acompañado de chifle, canguil (popcorn) o maíz tostado.